# Albert Adomah
Albert Danquah Adomah, né le 13 décembre 1987 à Lambeth, est un footballeur international ghanéen qui évolue au poste de milieu de terrain au Walsall FC.

## Carrière
Adomah commence sa carrière dans le football en réalisant un essai convaincant au club d'Old Meadonians, à Chiswick, ce qui l'amène à être recruté en 2005 par Harrow Borough.
En janvier 2008, il rejoint le Barnet FC alors en League Two et y inscrira 20 buts en 120 apparitions. À l'issue de son contrat, il s'engage le 1er juillet 2010 avec Bristol City. Élu meilleur joueur du club dès sa première saison, il gagne sa première cape internationale avec le Ghana en septembre 2011 lors d'une confrontation amicale contre le Brésil. Il est sélectionné pour l'édition 2013 de la Coupe d'Afrique des nations.
Le 8 août 2013, il rejoint Middlesbrough.
Le 23 juillet 2024, il rejoint Walsall.

## Statistiques
| Saison      | Club           | Pays                     | Championnat        | Coupes nationales |
| ----------- | -------------- | ------------------------ | ------------------ | ----------------- |
| 2005 - 2006 | Harrow Borough | Southern Football League | 2 matchs           | 1 match           |
| 2006 - 2007 | Harrow Borough | Southern Football League | 42 matchs 8 buts   | 10 matchs 3 buts  |
| 2007 - 2008 | Harrow Borough | Southern Football League | 25 matchs 6 buts   | 5 matchs 2 buts   |
| 2007 - 2008 | Barnet         | League Two               | 22 matchs / 5 buts | -                 |
| 2008 - 2009 | Barnet         | League Two               | 45 matchs / 9 buts | 4 matchs / 1 but  |
| 2009 - 2010 | Barnet         | League Two               | 45 matchs / 5 buts | 4 matchs          |
| 2010 - 2011 | Bristol City   | Championship             | 46 matchs / 5 buts | 2 matchs          |
| 2011 - 2012 | Bristol City   | Championship             | 47 matchs / 5 buts | 1 match           |
| 2012 - 2013 | Bristol City   | Championship             | 26 matchs / 5 buts | 1 match           |
| 2013 - 2014 | Middlesbrough  | Championship             | 42 matchs 12 buts  | 1 match           |
| 2014 - 2015 | Middlesbrough  | Championship             | 46 matchs 6 buts   | 5 matchs          |
| 2015 - 2016 | Middlesbrough  | Championship             | 43 matchs 6 buts   | 4 matchs 2 buts   |

Dernière mise à jour le 20 janvier 2013

## Palmarès

### En club
Middlesbrough FC
- Vice-champion d'Angleterre de D2 en 2016.